# Ugo Geremei
Ugo Geremei (ur. ? w Bolonii, zm. ok. 1129) – włoski duchowny rzymskokatolicki, archiprezbiter bazyliki watykańskiej, kardynał diakon S. Teodoro.

## Życiorys
Pochodził ze szlacheckiej rodziny z Bolonii. Na konsystorzu 21 lutego 1125 papież Honoriusz II mianował go kardynałem diakonem. Sygnował bulle papieskie od 7 marca 1125 do 21 lipca 1126 oraz 7 maja 1128.